# ГЕС Розегг-Сент Якоб
ГЕС Розегг-Сент Якоб – гідроелектростанція на річці Драва в австрійській провінції Каринтія. Входить до складу дравського каскаду Австрії, знаходячись між електростанціями між ГЕС Філлах (вище по течії) та Файстриц-Лудмансдорф.
Будівництво електростанції розпочалось у 1969 році та завершилось введенням в експлуатацію другого гідроагрегату у 1974-му. В районі станції річка поділена островом на дві протоки, ліва з яких перегороджена бетонною греблею із трьох водопропускних шлюзів висотою 24 метри та довжиною 80 метрів. Для відкачування води, що фільтрується через перепони у зоні підпору, встановлено три насосні станції.
Гребля спрямовує потік у праву протоку, в кінці якої знаходиться русловий машинний зал. Він обладнаний двома турбінами типу Каплан, виготовленими шведською компанією NOHAB-Trollhättan. Генератори для ГЕС поставлені компанією Elin. У підсумку при напорі у 24 метри це забезпечує річне виробництво на рівні 335 млн кВт·год. 
Видача продукції відбувається по ЛЕП, що працює під напругою 110 кВ.
Управління роботою станції відбувається дистанційно з диспетчерського центру на ГЕС Файстриц-Лудмансдорф.
Починаючи з 2012 у складі гідрокомплексу діє спеціальний об’єкт, призначений для пропуску риби та відновлення природної біосфери річки.